# Dalfsen
Dalfsen (Hạ Saxon Hà Lan: Dalsen) là một đô thị và thị xã ở vùng Salland của tỉnh Overijssel.
Đô thị hiện nay đã được lập ngày 1 tháng 1 năm 2001 thông qua việc sáp nhập Nieuwleusen với Dalfsen.

## Các trung tâm dân cư
Ankum, Dalfsen, Dalfserveld, Dalmsholte, De Marshoek, De Meele, Emmen, Gerner, Hessum, Hoonhorst, Lemelerveld, Lenthe, Leusenerveld, Nieuwleusen, Oudleusen, Oudleusenerveld, Rechteren, Strenkhaar và Welsum.